# Катич, Никола
Нико́ла Ка́тич (хорв. и босн. Nikola Katić; род. 10 октября 1996, Любушки, ФБиГ) — хорватский и боснийский футболист, защитник немецкого клуба «Шальке 04» и сборной Боснии и Герцеговины.

## Клубная карьера
Катич — воспитанник клубов «Столац» и «Неретванац». В 2014 году он дебютировал за основной состав в третьей лиге Хорватии. В начале 2016 года Никола перешёл в «Славен Белупо». 21 апреля в матче против «Осиека» он дебютировал во чемпионате Хорватии. 7 мая 2017 года в поединке против «Истра 1961» Катич забил свой первый гол за «Славен Белупо».
Летом 2018 года Катич перешёл в шотландский «Рейнджерс», подписав контракт на 4 года. 5 августа в матче против «Абердина» он дебютировал в шотландской Премьер-лиге. 20 апреля 2019 года в поединке против «Харт оф Мидлотиан» Никола забил свой первый гол за «Рейнджерс».
31 августа 2022 года подписал трёхлетний контракт со швейцарским клубом «Цюрих».

## Международная карьера
28 мая 2017 года в товарищеском матче против сборной Мексики Катич дебютировал за сборной Хорватии.
В 2019 году в составе молодёжной сборной Хорватии Катич принял участие в молодёжном чемпионате Европы в Италии. На турнире он сыграл в матчах против команд Англии, Франции и Румынии.

## Достижения
«Рейнджерс»
- Чемпион Шотландии: 2020/21

«Хайдук»
- Обладатель Кубка Хорватии: 2021/22